# Nikita (chanson)
Pour les articles homonymes, voir Nikita.
Singles de Elton John
Act of War Wrap Her Up
Clip vidéo
[vidéo] « Elton John - Nikita », sur YouTube
Nikita est une chanson d'Elton John, single extrait de son album Ice on Fire de 1985,. Ce titre est un des tubes internationaux emblématiques d'Elton John et des années 1980, no 1 des ventes en Europe.

## Histoire
Elton John compose la musique de cette chanson (avec son solo de synthétiseur et ses cœurs) avec des paroles de son parolier attitré Bernie Taupin, sur le thème d'un coup de foudre et d'une relation amoureuse impossible, en 1985, entre Elton John et Nikita, un garde-frontière soviétique aux yeux de glace et de feu (Ice on Fire) d'Allemagne de l'Est, au poste-frontière du mur de Berlin du rideau de fer, entre Berlin-Ouest et Berlin-Est (ou bloc de l'Est et bloc de l'Ouest) pendant la guerre froide « Hey Nikita, il fait froid, dans ton petit coin de monde, tu pourrais faire le tour du monde, et ne jamais trouver d'âme plus chaleureuse... ». Il fait allusion en particulier dans sa chanson à leur interdiction politique d'alors de se rencontrer librement, jusqu'au jour où fusils et barrières ne les en empêcherons plus « T'arrive-t-il de rêver à moi, est-ce que les lettres que je t'écris te parviennent, quand tu regardes à travers le fil barbelé... ».
Ce tube international fait référence (avec entre autres Russians de Sting de 1985) aux prémices et espoirs mondiaux d'alors de perestroïka et de glasnost du nouveau dirigeant russe Mikhaïl Gorbatchev. La chute du mur de Berlin a lieu 4 ans plus tard, dans la nuit du 9 novembre 1989, symbole de la fin de l'URSS et de la guerre froide et de l'ouverture des frontières entre Europe de l'Ouest et Europe de l'Est.

## Anecdotes
George Michael, alors au début de sa carrière avec son groupe Wham!, fait partie des choristes de cette chanson et de  l'album. Luc Besson raconte qu'il a eu l'idée de créer le personnage féminin Nikita de son film à succès de 1990 (jouée par Anne Parillaud) d'après cette chanson d'Elton John.

## Vidéoclip
Le vidéoclip de la chanson est réalisé par Ken Russell aux Pinewood Studios de Londres avec un décor reconstitué de poste-frontière du mur de Berlin en hiver. Il met en scène Elton John avec sa Bentley Corniche rouge personnelle, l'athlète top modèle britannique Anya Major dans le rôle de Nikita, ainsi que l'acteur allemand Andreas Wisniewski dans le rôle d'un officier supérieur soviétique. Russell affirme ignorer au moment de la réalisation du clip que le prénom féminin slave occidental Nikita est un prénom d'homme en Russie, clin d'œil artistique et médiatique présumé d'alors à la sexualité d'Elton John.

## Artisans
- Elton John : voix, GS piano, synthétiseur, chœur
- Fred Mandel : synthétiseur
- Nik Kershaw : guitare électrique
- David Paton : basse
- Dave Mattacks : percussions
- George Michael : chœur
- Davey Johnstone : chœur

## Palmarès
| Palmarès (1985/86)                                   | Classement |
| ---------------------------------------------------- | ---------- |
| Autriche (Ö3 Austria Top 40)                         | 3          |
| Pays-Bas (Nederlandse Top 40)                        | 1          |
| Pays-Bas (Single Top 100)                            | 1          |
| Belgique (Flandre Ultratop 50 Singles)               | 1          |
| France (SNEP)                                        | 6          |
| Europe (Eurochart Hot 100)                           | 1          |
| Allemagne (Media Control AG)                         | 1          |
| Irlande (Irish Singles Chart)                        | 1          |
| Nouvelle-Zélande (RMNZ)                              | 1          |
| Norvège (VG-lista)                                   | 2          |
| Suède (Sverigetopplistan)                            | 7          |
| Suisse (Schweizer Hitparade)                         | 1          |
| Royaume-Uni (UK Singles Chart)                       | 3          |
| États-Unis (Billboard Hot 100)                       | 7          |
| États-Unis (Billboard Hot Adult Contemporary Tracks) | 3          |

### Palmarès de fin d'année
| Palmarès (1985) | Position |
| --------------- | -------- |
| Dutch Top 40    | 68       |
| Palmarès (1986) | Position |
| Dutch Top 40    | 15       |